# João Barroca
João Gabriel Silva Ferreira (Mealhada, Portugal, 29 de julio de 1986), futbolista portugués. Juega de Posición y su actual equipo es el Servette FC de la Superliga Suiza.